# Jerzy Skoczylas (satyryk)
Jerzy Władysław Skoczylas (ur. 9 lipca 1948 w Olkuszu) – polski satyryk, członek Kabaretu Elita, samorządowiec związany z Wrocławiem.

## Życiorys
W latach 60. zamieszkał we Wrocławiu. Ukończył automatykę na Wydziale Elektrycznym Politechniki Wrocławskiej. W trakcie studiów poznał Tadeusza Drozdę i Jana Kaczmarka, wspólnie z którymi w 1969 współtworzył Kabaret Elita. W latach 70. został redaktorem wrocławskiego oddziału Polskiego Radia.
W latach 1998–2018 sprawował mandat radnego wrocławskiej rady miasta, początkowo z ramienia skupionego wokół Bogdana Zdrojewskiego komitetu Wrocław 2000 Plus. W kadencji 2002–2006 był przewodniczącym Komisji Kultury i Nauki oraz wiceprzewodniczącym Komisji Edukacji i Młodzieży. W wyborach samorządowych w 2006 po raz trzeci został wybrany na stanowisko radnego, tym razem z listy Platformy Obywatelskiej. Ponownie objął funkcję przewodniczącego Komisji Kultury i Nauki, zasiadł też w Komisji Edukacji i Młodzieży. Mandat radnego uzyskał również w wyborach w 2010. Po kolejnej reelekcji w 2014 objął funkcję wiceprzewodniczącego rady miejskiej VII kadencji. 20 marca 2015 wystąpił z PO. W 2018 ubiegał się o ponowny wybór z listy KWW Rafała Dutkiewicza – Sojusz dla Wrocławia, nie uzyskując mandatu.
Członek Stowarzyszenia Pisarzy Polskich, Związku Artystów Scen Polskich, Stowarzyszenia Autorów ZAiKS oraz Związku Polskich Autorów i Kompozytorów ZAKR.

## Odznaczenia i wyróżnienia
- 1971 – „Złota Fama” na KFPP w Opolu
- 2006 – Brązowy Krzyż Zasługi[7]
- 2009 – Srebrny Medal „Zasłużony Kulturze Gloria Artis”[8]
- 2014 – Złoty Krzyż Zasługi[9]
- 2019 – Srebrna Odznaka Honorowa Wrocławia[10]
- 2023 – Złota Odznaka Honorowa Wrocławia[10]
- 2023 – Złoty Medal „Zasłużony Kulturze Gloria Artis”[11]

## Twórczość
Aktor
- Chłop i baba – pan Zdzisław/sklepowy
- Kasta (odc. Słabe ogniwo) – Maciej Korowski[12]
- Lombard. Życie pod zastaw – Jeziorak
- Piotrek the 13th III. Dziecku Rozmaryn – patolog[13]
- Świat według Kiepskich – dziennikarz tv/redaktor

Audycje radiowe
- 60 minut na godzinę w PR3
- Studio 202 w Polskim Radiu Wrocław

Scenariusz
- Chłop i baba (wspólnie z Stanisławem Szelcem i Łukaszem Wylężałkiem), serial telewizyjny, 2000[13]
- Ta nasza klasa, spektakl (Wrocławski Teatr Komedia), 2012[14]

Publikacje książkowe
- Elita: nie tylko kabaret, WCM, Opole 2012, ISBN 978-83-62640-03-4.
- Elita i Studio 202, Wydawnictwo Dolnośląskie/Publicat, Poznań-Wrocław 2013, ISBN 978-83-271-5043-1.
- Zanim wyschnie atrament, WCM, Opole 2017, ISBN 978-83-62640-07-2.
- Z mego okna, WCM, Opole 2019, ISBN 978-83-62640-01-0.
- Zaraza, WCM, Opole 2021, ISBN 978-83-62640-91-1.
- Kraina cudów, WCM, Opole 2023, ISBN 978-83-62640-30-0.
- Zwierzenia maszynisty, WCM, Opole 2024, ISBN 978-83-62640-37-9.
- Cylinder, WCM, Opole 2025, ISBN 978-83-62640-63-8.